# 麥克傑斯特鎮區 (阿肯色州克利本縣)
麥克傑斯特鎮區（英語：McJester Township）是位於美國阿肯色州克利本縣的一個行政鎮區。

## 地方資料
麥克傑斯特鎮區的面積為35.11平方千米，當中陸地面積為35.11平方千米，而水域面積為0.00平方千米。根據2010年美國人口普查的數據，當地共有人口463人，而人口密度為每平方千米13.19人。